# 荷叶站
荷叶站位于湖南省涟源市三甲乡，是沪昆铁路上的一个已关闭的车站。车站由广州局集团娄底车务段管辖，关闭前客运每日有一对慢车停靠，目前不办理货运业务，专用线办理煤炭、矿建发送、木材到达业务。车站1961年9月随湘黔铁路涟源段修复工程竣工而通车，当时站内设有1条正线、2条到发线。1972年长600米的涟邵矿务局托山煤矿专用线通车:374。1999年车站及上下区间进行复线化工程:646。
荷叶站原设有2条正线及2条到发线，另设有岔道线1条、安全线2条和面积1084平房米的客站台1个。车站站房候车室面积60平方米，售票房面积7平方米，行包房面积40平方米:654。当地煤矿关闭后，车站客货到发量大量降低。2020年8月20日，车站为提升区间线路运输效率而被撤销。